# Dominic Messinger
Dominic Messinger est un compositeur américain de musique de séries télévisées.

## Filmographie
- 1952 : Haine et Passion (The Guiding Light) (série télévisée)
- 1956 : As the World Turns (série télévisée)
- 1963 : Hôpital central (General Hospital) (série télévisée)
- 1970 : La Force du destin (All My Children) (série télévisée)
- 1982 : Sacrée Famille (Family Ties) (série télévisée)
- 1984 : Santa Barbara (série télévisée)
- 1988 : Day by Day (série télévisée)
- 1991 : American Families (série télévisée)
- 1997 : Sunset Beach (série télévisée)
- 1999 : Extraordinary World of Animals
- 1999 : Los Beltrán (série télévisée)
- 2000 : ¡Viva Vegas! (série télévisée)
- 2001 : Spyder Games (série télévisée)
- 2003 : Les Dents de la mort (Red Water) (TV)
- 2004 : The Quest for Nutrition
- 2005 : Intervention (série télévisée)